# Бельвю (Кентуккі)
Бельвю (англ. Bellevue) — місто (англ. city) в США, в окрузі Кемпбелл штату Кентуккі. Населення — 5548 осіб (2020).

## Географія
Бельвю розташований за координатами 39°6′4″ пн. ш. 84°28′39″ зх. д. / 39.10111° пн. ш. 84.47750° зх. д. (39.100980, -84.477581).  За даними Бюро перепису населення США в 2010 році місто мало площу 2,38 км², уся площа — суходіл.

## Демографія
Згідно з переписом 2010 року, у місті мешкало 5955 осіб у 2644 домогосподарствах у складі 1428 родин. Густота населення становила 2498 осіб/км².  Було 2974 помешкання (1248/км²).
Расовий склад населення:
| - 96,0 % — білих - 1,1 % — чорних або афроамериканців - 0,7 % — азіатів - 0,2 % — корінних американців |

До двох чи більше рас належало 1,4 %. Частка іспаномовних становила 2,3 % від усіх жителів.
За віковим діапазоном населення розподілялося таким чином: 21,2 % — особи молодші 18 років, 66,3 % — особи у віці 18—64 років, 12,5 % — особи у віці 65 років та старші. Медіана віку мешканця становила 37,5 року. На 100 осіб жіночої статі у місті припадало 97,5 чоловіків;  на 100 жінок у віці від 18 років та старших — 94,0 чоловіків також старших 18 років.
Середній дохід на одне домашнє господарство  становив 69 844 долари США (медіана — 52 233), а середній дохід на одну сім'ю — 77 569 доларів (медіана — 68 098). Медіана доходів становила 43 482 долари для чоловіків та 42 854 долари для жінок. За межею бідності перебувало 10,3 % осіб, у тому числі 9,6 % дітей у віці до 18 років та 7,6 % осіб у віці 65 років та старших.
Цивільне працевлаштоване населення становило 3278 осіб. Основні галузі зайнятості: освіта, охорона здоров'я та соціальна допомога — 22,5 %, науковці, спеціалісти, менеджери — 10,8 %, виробництво — 10,7 %.